# N253 (België)
De N253 is een gewestweg die de plaatsen Terbank en Waterloo verbindt. De route heeft een lengte van ongeveer 30 kilometer. De weg heeft 2×1 rijstroken en er mag 70 km/h gereden worden (op sommige plekken maar 50 of 30 km/h). De weg telt een aantal belangrijke kruispunten en opritten, zoals oprit 3 van de A4/E411 en oprit 26 van de R0.

## Plaatsen langs de N253
- Heverlee (Terbank)
- Egenhoven
- Korbeek-Dijle
- Neerijse
- Loonbeek
- Huldenberg
- Overijse
- Terhulpen
- Genepiën
- Waterloo

## N253a
De N253a is een 800 meter lange verbindingsweg in Terbank tussen de N3/N253 en de A2 E314. Een deel van de route is normaal gesproken alleen toegankelijk voor lijnbussen en hulpdiensten. Mede doordat de brandweerkazerne van Leuven en het ziekenhuis UZ Leuven aan deze route liggen.